# Avangard (misil)
Avangard (en ruso: Аванга́рд, anteriormente conocido como Objekt 4202, Yu-71 y Yu-74) es un sistema de misiles desarrollado en Rusia equipados con una ojiva guiada. Se denomina vehículo de planeo hipersónico, con capacidad de maniobrar además de operar a altitudes más bajas, a diferencia de un misil balístico tradicional y cuya trayectoria no se puede anticipar.
Está compuesto por un cohete balístico intercontinental como el UR-100N, R-36M2 y el RS-28 Sarmat, equipados con una o varias ojivas con velocidad hipersónica, capaces de alterar su trayectoria y cambiar de rumbo evitando defensas, como el Escudo Antimisiles de Estados Unidos (EE.UU), para así alcanzar su objetivo. Puede tener una carga útil convencional o nuclear. Rusia empezó a desarrollar el sistema en 2003 justo después de que EE. UU. abandonara unilateralmente el tratado de defensa antimisiles, y las primeras pruebas comenzaron en 2018. El 2019 se hizo entrega de la primera unidad. En septiembre de 2020 el gobierno nombró al diseñador de cohetes Gerbert Efremov como el principal desarrollador.
Avangard es una de las seis nuevas armas estratégicas presentadas por el presidente Vladímir Putin durante el discurso sobre el estado de la nación el 1 de marzo de 2018. En septiembre de 2020, Putin condecoró a Gerbert Efremov por su participación clave en el sistema balístico.